# フランチェスコ・バニャイア
フランチェスコ・"ペッコ"・バニャイア (Francesco "Pecco" Bagnaia, 1997年1月14日 - ) は、イタリア、トリノ出身のオートバイレーサー。姓はバグナイア、バニャイヤ、バニャーヤとも表記される。
バレンティーノ・ロッシが設立した「VR46アカデミー」出身者であり、2018年のロードレース世界選手権Moto2クラス、2022年、2023年のMotoGPクラスチャンピオン。
愛称はペッコ (Pecco) 。2歳年上の姉が幼い頃フランチェスコと上手く発音ができず、ペッコと呼んでいたことに由来する。

## 初期の経歴

### 世界選手権参戦前
イタリアのトリノで生まれたバニャイアはミニモトで才能を発揮し、2009年にヨーロッパのミニGPチャンピオンを獲得した。2010年にモンラウ・コンペティション・チームから地中海プレGP125クラスにデビューし、ランキング2位となる。2012年のCEV Moto3クラスにホンダ・NSF250Rで参戦。7戦中3戦で表彰台に上り、アレックス・マルケス、ルカ・アマトに次ぐランキング3位となる。バニャイアはまた、VR46ライダーズアカデミーのメンバーでもある。

## Moto3

### 2013年
2013年、チームイタリア・FMIから世界選手権Moto3クラスにデビューする。チームメイトはロマーノ・フェナティ。この年は17戦に出走したが、ポイントを得ることはできず期待外れのシーズンとなった。最高位はセパンでの16位であった。

### 2014年
2014年、バニャイアは新設されたスカイ・レーシング・VR46に移籍、KTMのマシンに乗り、チームメイトは再びロマーノ・フェナティとなった。ルーキーシーズンではポイントを獲得できなかったが、シーズン前のトレーニングとマシンの変更が功を奏し、明らかに改善された。前半7戦で5度のトップ10入りを果たし、最高位はル・マンでの4位であった。このレースではファステストラップも記録した。アッセンとザクセンリンクを怪我のため欠場するまで42ポイントを挙げていたが、復帰後はスランプに陥り、後半9戦でポイントを獲得したのは2戦のみであった。結局は50ポイント、ランキング16位でシーズンを終えた。

### 2015年

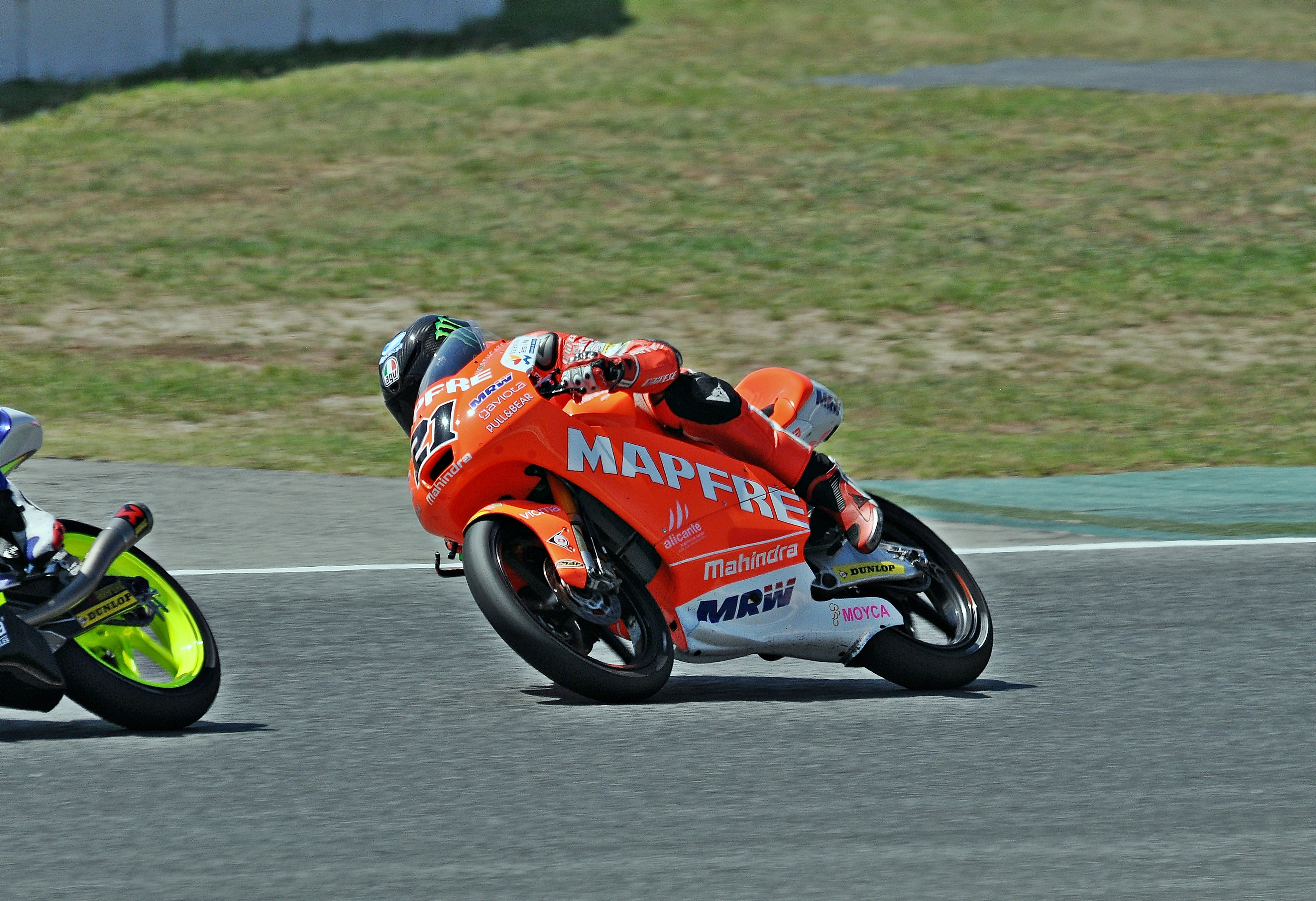
2015年カタルーニャGP

2015年、バニャイアはアスパー・レーシングチームに移籍、マシンはマヒンドラに変わり、フアン・フランシスコ・ゲバラとホルヘ・マルティンがチームメイトとなった。第5戦のル・マンでは、ロマーノ・フェナティとエネア・バスティアニーニに次ぐ3位となり、初の表彰台となった。続くムジェロでバニャイアは0.003秒差で表彰台を逃し4位でフィニッシュした。シルバーストンでもニッコロ・アントネッリと3位を争い表彰台は目前であったが、残り2周でクラッシュした。2年連続でランキングを上昇させ、3年連続でマシンを変更しながらも前年より獲得ポイントを26増加させたが、シーズンはバニャイアにとって好不調の波が大きかった。トップ10フィニッシュは5回、7戦でノーポイントに終わり、リタイアは5回となった。シーズンは76ポイント、ランキング14位に終わった。

### 2016年
2016年、バニャイアは開幕戦のロサイルで表彰台を獲得し、好スタートを切った。第4戦のヘレスでも3位に入る。ホームグランプリのイタリアでは0.006秒差でニッコロ・アントネッリを破り3位を確保した。続くバルセロナではクラッシュのためリタイアに終わったが、第8戦アッセンでは初優勝を飾った。この勝利はマヒンドラにとっても初の勝利であった。序盤8戦で4度の表彰台を獲得し、タイトル争いに加わることとなった。続く2戦は平凡な成績に終わりブルノではクラッシュのためリタイアとなったが、雨のレースとなった第12戦シルバーストンでは初のポールポジションを獲得、決勝ではスリリングなレースを繰り広げ、ブラッド・ビンダーに次ぐ2位となった。第17戦セパンでは、レース序盤にブラッド・ビンダー、ジョアン・ミル、ロレンツォ・ダッラ・ポルタといったライダーが同じコーナーでクラッシュ、バニャイアは2勝目を挙げた。バニャイアはブラッド・ビンダーに次いで世界選手権ランキング2位を獲得する機会を持っていた。しかしガブリエル・ロドリゴによってフィリップアイランドとバレンシアの2戦でリタイアすることとなった。ロドリゴはオーストラリアでファビオ・ディ・ジャンナントーニオを押し出し、バニャイアはそれに巻き込まれた。バレンシアでロドリゴは最初のラップで最終コーナーのアプローチにおいてハイサイドを起こし、バニャイアはそれを避けられずクラッシュした。結局バニャイアはシーズン2勝を挙げ表彰台6回、145ポイントを獲得しランキング4位でシーズンを終えた。

## Moto2

### 2017年
Moto3で4シーズンを過ごした後、バニャイアはMoto2にステップアップした。2014年に所属していたスカイ・レーシングチーム VR46に移籍しステファノ・マンツィがチームメイトとなった。第4戦のヘレスでバニャイアは2位に入る。続くル・マンでも2位となる。予選ではトーマス・ルティからわずか0.026秒遅れの2番手となり、ポールポジションを逃した。ザクセンリンクではフランコ・モルビデリ、ミゲル・オリベイラに次ぐ3位となり、ミサノでもドミニク・エガーター、トーマス・ルティ、ハフィズ・シャーリンに次ぐ4位となったが、後にエガーターが失格となったため繰り上げで3位となった。もてぎでは4位に入り、ルーキー・オブ・ザ・イヤーを獲得した。バニャイアはルーキーシーズンを174ポイントで終え、ランキング5位となり、18レース中16レースでポイントを獲得した。

### 2018年
2018年は開幕戦カタールで勝利を飾り、好スタートとなった。オースティンではアレックス・マルケスとの激しいバトルの末、2.4秒差で優勝した。このレースではファステストラップも記録した。ヘレスでは予選3位となり、決勝はロレンツォ・バルダッサーリ、ミゲル・オリベイラに次ぐ3位となった。ル・マンではMoto2における自身初のポールポジションを獲得、決勝も勝利し、ポールトゥフィニッシュとなった。この勝利はフランスGPにおける3度目の表彰台となった。アッセンでもポールポジションを獲得、そのままフィニッシュして4勝目を挙げる。ザクセンリンクでは予選3位となったものの、決勝では2周目にマティア・パシーニが最終コーナーにおいてバニャイアの目前で転倒、コース外に押し出されて26位まで下がってしまう。しかしながら必死の追い上げで、最終ラップの最終コーナーでアレックス・マルケスを抜いて12位フィニッシュとなった。ブルノでは3位でフィニッシュしたが、ここでオリヴェイラにポイントで並ばれてしまう。続くオーストリアで5勝目を挙げ、再びチャンピオンシップでのリードを築いた。ミサノでもポールポジションを獲得、そのまま6勝目を挙げる。タイでは7勝目を挙げ、チームメイトのルカ・マリーニと1-2フィニッシュとなった。もてぎではタイヤ圧が低かったためファビオ・クアルタラロが失格となり、バニャイアは8勝目を挙げた。セパンで3位に入り、12回目の表彰台を獲得したバニャイアはここでタイトルを確定した。チームメイトのルカ・マリーニも、Moto2における初勝利を記録した。
バニャイアはMoto2の2シーズンで36回出走し、34回でポイントを獲得、2017年のバルセロナから30戦連続でポイント獲得を果たした。この記録は彼がMotoGPにステップアップしたことで終了した。

## MotoGP

### 2019年
2017年のルーキーシーズンを過ごしたVR46で2018年はMotoGPにステップアップすることをオファーされていた。しかし最終的には、チャンピオンシップタイトルを獲得する機会を得てMoto2に留まることにした。2018年シーズン開幕前にドゥカティと2年契約を交わし、2019年にはサテライトのプラマック・レーシングからMotoGPクラスへ昇格することが決定した。2019年シーズンは、ドゥカティのファクトリーチームに移籍したダニロ・ペトルッチの空席を埋めることとなった。
開幕戦のカタールではフロントウィングを損傷したためリタイアする。第2戦のアルゼンチンでは14位でフィニッシュ、MotoGPでの初のポイントを獲得した。オースティンではマルク・マルケスとカル・クラッチローがそれぞれクラッシュしたため、バニャイアは9位でフィニッシュした。このレースではマーベリック・ビニャーレスとジョアン・ミルがジャンプスタートし、ドライブスルーペナルティを科された。第4戦のヘレスでは予選10位となり、決勝ではポル・エスパルガロと順位争いをしたものの6周目でクラッシュ、リタイアとなった。2018年にMoto2で優勝したル・マンでは、マーベリック・ビニャーレスと接触して6周目にクラッシュした。第6戦ムジェロでは予選8位となったが、決勝では7位走行中に11周目の最終コーナーでクラッシュした。

### 2021年

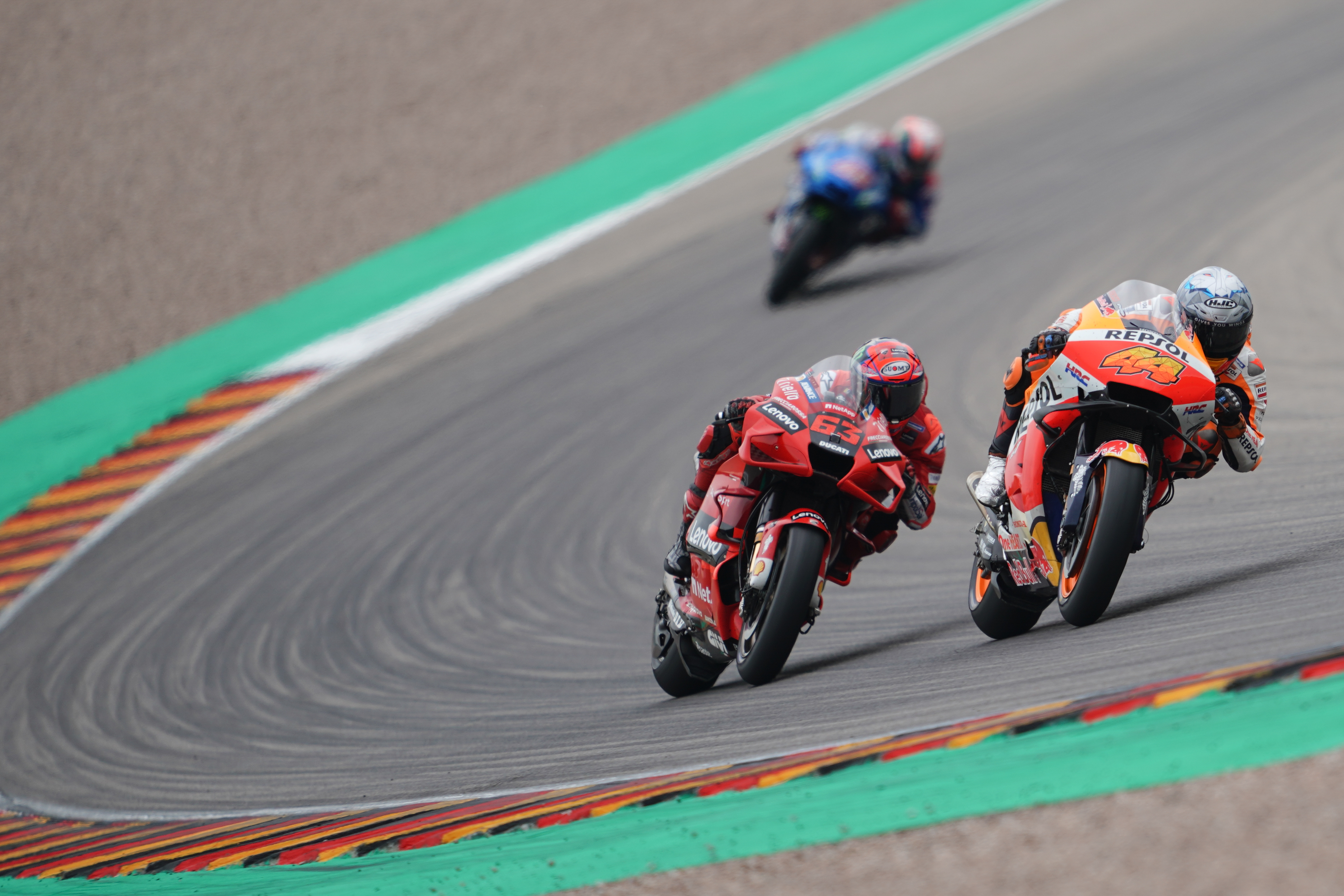
2021年ドイツGP

ドゥカティ・レノボ・チームに移籍。第13戦アラゴンGPで最高峰クラス初優勝を飾る。これを境に、タイトル争いに絡むようになり、終盤6戦中3戦はポール・トゥ・ウィンを獲得。結果的にファビオ・クアルタラロに次ぐシリーズランキング2位で終えた。

### 2022年
開幕戦前にチームとの契約更新を2024年までに延長した。2009年シーズンにチャンピオンに輝いた師のロッシ以来のイタリア人ライダーとしてチャンピオンとなった。

### 2023年
引き続き、ドゥカティ・チームから参戦。エネア・バスティアニーニとコンビを組む。
この年はホルヘ・マルティンの活躍により、チャンピオン防衛が危ぶまれていたが、2年連続のチャンピオンに輝いた。

## 主なレース戦績

### 世界選手権

#### シーズン別
| シーズン | クラス | 車両       | チーム                          | 車番 | 出走回数 | 勝利数 | 表彰台数 | ポールポジション | ファステストラップ | ポイント | 順位 |
| -------- | ------ | ---------- | ------------------------------- | ---- | -------- | ------ | -------- | ---------------- | ------------------ | -------- | ---- |
| 2013年   | Moto3  | FTR ホンダ | サンカルロ・チーム・イタリア    | 4    | 17       | 0      | 0        | 0                | 0                  | 0        | NC   |
| 2014年   | Moto3  | KTM        | スカイ・レーシングチーム VR46   | 21   | 16       | 0      | 0        | 0                | 1                  | 50       | 16位 |
| 2015年   | Moto3  | マヒンドラ | MAPFRE Team MAHINDRA Moto3      | 21   | 18       | 0      | 1        | 0                | 1                  | 76       | 14位 |
| 2016年   | Moto3  | マヒンドラ | Pull & Bear Aspar Mahindra Team | 21   | 18       | 2      | 6        | 1                | 0                  | 145      | 4位  |
| 2017年   | Moto2  | カレックス | スカイ・レーシングチーム VR46   | 42   | 18       | 0      | 4        | 0                | 0                  | 174      | 5位  |
| 2018年   | Moto2  | カレックス | スカイ・レーシングチーム VR46   | 42   | 18       | 8      | 12       | 6                | 3                  | 306      | 1位  |
| 2019年   | MotoGP | ドゥカティ | アルマ・プラマック・レーシング  | 63   | 18       | 0      | 0        | 0                | 0                  | 54       | 15位 |
| 2020年   | MotoGP | ドゥカティ | アルマ・プラマック・レーシング  | 63   | 11       | 0      | 1        | 0                | 2                  | 47       | 16位 |
| 2021年   | MotoGP | ドゥカティ | ドゥカティ・レノボ・チーム      | 63   | 18       | 4      | 9        | 6                | 4                  | 252      | 2位  |
| 2022年   | MotoGP | ドゥカティ | ドゥカティ・レノボ・チーム      | 63   | 20       | 7      | 10       | 5                | 3                  | 265      | 1位  |
| 2023年   | MotoGP | ドゥカティ | ドゥカティ・レノボ・チーム      | 63   | 19       | 7      | 15       | 7                | 3                  | 467      | 1位  |
| 2024年   | MotoGP | ドゥカティ | ドゥカティ・レノボ・チーム      | 63   | 20       | 11     | 16       | 6                | 6                  | 498      | 2位  |
| 計       | 計     | 計         | 計                              | 計   | 211      | 39     | 74       | 31               | 23                 | 2334     |      |

#### クラス別
| クラス | シーズン      | デビュー戦     | 初表彰台         | 初勝利         | 出走回数 | 勝利数 | 表彰台数 | PP | ファステストラップ | ポイント | タイトル |
| ------ | ------------- | -------------- | ---------------- | -------------- | -------- | ------ | -------- | -- | ------------------ | -------- | -------- |
| Moto3  | 2013年-2016年 | 2013年カタール | 2015年フランス   | 2016年オランダ | 69       | 2      | 7        | 1  | 2                  | 271      | 0        |
| Moto2  | 2017年-2018年 | 2017年カタール | 2017年スペイン   | 2018年カタール | 36       | 8      | 16       | 6  | 3                  | 480      | 1        |
| MotoGP | 2019年-現在   | 2019年カタール | 2020年サンマリノ | 2021年アラゴン | 106      | 29     | 51       | 24 | 18                 | 1583     | 0        |
| 計     | 2013年-現在   | 2013年-現在    | 2013年-現在      | 2013年-現在    | 211      | 39     | 74       | 31 | 23                 | 2334     | 1        |

#### レース結果
| 年     | クラス | 車両       | 1       | 2       | 3       | 4       | 5       | 6       | 7       | 8       | 9       | 10      | 11      | 12      | 13      | 14      | 15      | 16      | 17      | 18      | 19      | 20    | 順位 | ポイント |
| ------ | ------ | ---------- | ------- | ------- | ------- | ------- | ------- | ------- | ------- | ------- | ------- | ------- | ------- | ------- | ------- | ------- | ------- | ------- | ------- | ------- | ------- | ----- | ---- | -------- |
| 2013年 | Moto3  | FTR ホンダ | QAT 23  | AME 22  | SPA 26  | FRA 20  | ITA 24  | CAT 17  | NED 26  | GER 30  | IND Ret | CZE 28  | GBR Ret | RSM Ret | ARA 17  | MAL 16  | AUS Ret | JPN 20  | VAL Ret |         |         |       | NC   | 0        |
| 2014年 | Moto3  | KTM        | QAT 10  | AME 7   | ARG Ret | SPA 8   | FRA 4   | ITA Ret | CAT 10  | NED DNS | GER DNS | IND Ret | CZE 17  | GBR 21  | RSM Ret | ARA 24  | JPN 13  | AUS 11  | MAL Ret | VAL 16  |         |       | 16位 | 50       |
| 2015年 | Moto3  | マヒンドラ | QAT 9   | AME Ret | ARG 11  | SPA 7   | FRA 3   | ITA 4   | CAT 20  | NED 11  | GER Ret | IND Ret | CZE 12  | GBR Ret | RSM 8   | ARA 11  | JPN 15  | AUS Ret | MAL 17  | VAL 13  |         |       | 14位 | 76       |
| 2016年 | Moto3  | マヒンドラ | QAT 3   | ARG 23  | AME 14  | SPA 3   | FRA 12  | ITA 3   | CAT Ret | NED 1   | GER 10  | AUT 11  | CZE Ret | GBR 2   | RSM 21  | ARA 16  | JPN 6   | AUS Ret | MAL 1   | VAL Ret |         |       | 4位  | 145      |
| 2017年 | Moto2  | カレックス | QAT 12  | ARG 7   | AME 16  | SPA 2   | FRA 2   | ITA 22  | CAT 13  | NED 10  | GER 3   | CZE 7   | AUT 4   | GBR 5   | RSM 3   | ARA 10  | JPN 4   | AUS 12  | MAL 5   | VAL 4   |         |       | 5位  | 174      |
| 2018年 | Moto2  | カレックス | QAT 1   | ARG 9   | AME 1   | SPA 3   | FRA 1   | ITA 4   | CAT 8   | NED 1   | GER 12  | CZE 3   | AUT 1   | GBR C   | RSM 1   | ARA 2   | THA 1   | JPN 1   | AUS 12  | MAL 3   | VAL 14  |       | 1位  | 306      |
| 2019年 | MotoGP | ドゥカティ | QAT Ret | ARG 14  | AME 9   | SPA Ret | FRA Ret | ITA Ret | CAT Ret | NED 14  | GER 17  | CZE 12  | AUT 7   | GBR 11  | RSM Ret | ARA 16  | THA     | JPN     | AUS 9   | MAL 12  | VAL DNS |       | 15位 | 54       |
| 2020年 | MotoGP | ドゥカティ | SPA 7   | ANC Ret | CZE DNS | AUT     | STY     | RSM 2   | EMI Ret | CAT 6   | FRA 13  | ARA Ret | TER Ret | EUR Ret | VAL 11  | POR Ret |         |         |         |         |         |       | 16位 | 47       |
| 2021年 | MotoGP | ドゥカティ | QAT 3   | DOH 6   | POR 2   | SPA 2   | FRA 4   | ITA Ret | CAT 7   | GER 5   | NED 6   | STY 11  | AUT 2   | GBR 14  | ARA 1   | RSM 1   | AME 3   | EMI Ret | ALG 1   | VAL 1   |         |       | 2位  | 252      |
| 2022年 | MotoGP | ドゥカティ | QAT Ret | INA 15  | ARG 5   | AME 7   | POR 8   | SPA 1   | FRA Ret | ITA 1   | CAT Ret | GER Ret | NED 1   | GBR 1   | AUT 1   | RSM 1   | ARA 2   | JPN Ret | THA 3   | AUS 3   | MAL 1   | VAL 9 | 1位  | 265      |
| 2023年 | MotoGP | ドゥカティ | POR 1   | ARG 16  | AME Ret | SPA 1   | FRA Ret | ITA 1   | GER 2   | NED 1   | GBR 2   | AUT 1   | CAT DNS | RSM 3   | IND Ret | JPN 2   | INA 1   | AUS 2   | THA 2   | MAL 3   | QAT 2   | VAL 1 | 1位  | 467      |
| 2024年 | MotoGP | ドゥカティ | QAT 1   | POR Ret | AME 5   | SPA 1   | FRA 3   | CAT 1   | ITA 1   | NED 1   | GER 1   | GBR 3   | AUT 1   | ARA Ret | RSM 2   | EMI Ret | INA 3   | JPN 1   | AUS 3   | THA 1   | MAL 1   | SLD 1 | 2位  | 498      |

* 現在進行中

## 参照
1. ↑  バグナイアが左手首骨折で決勝レースを欠場 MotoGP公式（2019年11月16日）2020年7月31日閲覧。
2. ↑  フランチェスコ・バニャイヤ、MotoGP初年度の苦戦は“テストが良すぎた”から？ motorsport.com日本版（2019年12月10日）2020年7月31日閲覧。
3. ↑  MotoGPバーチャルレース第2ラウンド、バニャーヤが優勝 RIDING SPORT（2020年4月13日）2020年7月31日閲覧。
4. ↑  “Was Francesco Bagnaia zum Weltmeister gamecht hat”.   SPEED WEEK. 2018年11月12日閲覧。
5. ↑  バニャイヤ、2019年よりドゥカティと契約し、プラマックから参戦へ motorsport.com日本版（2018年2月23日）
6. ↑  “ドゥカティ、フランセスコ・バニャイアと2024年まで一番乗りの契約更新。2023年MotoGPラインアップは4人決定”. オートスポーツ. (2022年2月22日) 2022年2月22日閲覧。
7. ↑  “Francesco Bagnaia and Ducati set to continue together in the 2023 and 2024 MotoGP seasons”. ducati.com (2022年2月21日). 2022年10月22日閲覧。
8. ↑  “Ducati confirm Bastianini as Bagnaia's teammate for 2023”. motogp.com (2022年8月26日). 2022年10月22日閲覧。
9. ↑  “バニャイアが優勝。チャンピオン獲得【順位結果】2023MotoGP第20戦バレンシアGP 決勝”.  オートスポーツ (2023年11月26日). 2024年3月2日閲覧。